# Цыганов, Александр Киреевич
Алекса́ндр Кире́евич Цыгано́в (22 марта 1961, Калининград, Московская область) — советский и российский игрок в хоккей с мячом, тренер, заслуженный мастер спорта СССР (1985), заслуженный тренер России (1999). Главный тренер сборной России по хоккею с мячом с 2001 по 2003 год.

## Карьера

### Клубная
Играть в хоккей с мячом начал в 1972 году в подмосковном Калининграде в детской команде «Алые паруса», с 1973 года — в детских командах калининградского «Вымпела». Воспитанник Ю. В. Парыгина.
В чемпионатах СССР выступал за «Вымпел» (1978—1979 (до декабря), 20 игр — 15 мячей), СКА (Свердловск) (1979 (с декабря)—1981, 39 игр — 23 мяча) и московское «Динамо» (1981—1991, 247 игр — 305 мячей). В составе московских динамовцев три раза становился серебряным призёром чемпионата СССР, ещё дважды — бронзовым. Всего в чемпионатах Советского Союза провёл 306 игр, забил 343 мяча.
С 1991 по 1997 год играл за шведский клуб «Фалу».

### В сборной
С 1981 по 1991 год выступал за сборную СССР, провёл в её составе 98 игр, забил 90 мячей (из них на мировых первенствах — 29 игр, 33 мяча). Три раза становился чемпионом мира, дважды — серебряным призёром, один раз — бронзовым.

### Тренерская
В августе 1997 года стал одним из тренеров «Фалу», за который ранее выступал в качестве игрока. В 1998 году «Фалу» при участии Цыганова впервые в своей истории стал обладателем Кубка мира, в 1999 году команда стала финалистом плей-офф чемпионата Швеции.
С сентября 1997 года — в тренерском штабе сборной России.
В 2001 году возглавил архангельский «Водник», с которым дважды в сезонах 2001/02 и 2002/03 становится чемпионом России, побеждает в Кубке европейских чемпионов (2002).
В 2001 году стал главным тренером сборной России, с которой занял второе место на чемпионате мира 2003 года.
В 2003 году вернулся в Швецию и вошёл в тренерский штаб «Фалу». В 2007 году во время болезни Сёрена Перссона возглавлял команду. В сезоне 2009/10 тренировал клуб «Карлсбюхеден».
В апреле 2010 года вернулся в родной Королёв, возглавив клуб Первой лиги (ныне — Высшая лига) «Вымпел». В дебютном сезоне под руководством Цыганова «Вымпел» сумел пройти в финальный этап первенства и по итогам сезона занял четвёртое место в финальном турнире команд Первой лиги, пропустив вперёд себя «Мурман», который в итоге получил право на выступление в Суперлиге, а также «Кольскую ГМК» и «Саяны».
В сезоне 2017/18 был старшим тренером красногорского «Зоркого», в следующих двух сезонах инспектировал матчи российской Суперлиги. Играл на Кубках мира среди ветеранов за сборную ФИБ.

## Хоккей на траве
Играл в хоккей на траве. Выступал на юниорском уровне за «Вымпел» (Калининград) в 1976—1977 годах, серебряный призёр чемпионатов СССР 1976, 1977 годов среди юниоров. Победитель турнира «Дружба» 1976 года среди юниоров.

## Статистика
| Сезон                    | Клуб                     | Матчи | Голы |
| ------------------------ | ------------------------ | ----- | ---- |
| 1978/79                  | Вымпел                   | ?     | 11   |
| 1979/80                  | Вымпел                   | ?     | 4    |
| 1979/80                  | СКА-Свердловск           | ?     | 5    |
| 1980/81                  | СКА-Свердловск           | ?     | 18   |
| 1981/82                  | Динамо-Москва            | 26    | 39   |
| 1982/83                  | Динамо-Москва            | 26    | 31   |
| 1983/84                  | Динамо-Москва            | 26    | 29   |
| 1984/85                  | Динамо-Москва            | 25    | 24   |
| 1985/86                  | Динамо-Москва            | 26    | 44   |
| 1986/87                  | Динамо-Москва            | 26    | 36   |
| 1987/88                  | Динамо-Москва            | 20    | 34   |
| 1988/89                  | Динамо-Москва            | 20    | 16   |
| 1989/90                  | Динамо-Москва            | 26    | 32   |
| 1990/91                  | Динамо-Москва            | 26    | 20   |
| Всего в советских клубах | Всего в советских клубах | 306   | 343  |

## Достижения
игрок 
- Серебряный призёр чемпионата СССР: 1984, 1987, 1988
- Бронзовый призёр чемпионата СССР: 1986, 1991
- Обладатель Кубка СССР: 1987
- Финалист Кубка СССР: 1988, 1989, 1991
- Финалист Кубка мира: 1987, 1996
- Победитель Спартакиады народов РСФСР: 1981
- Чемпион СССР среди юношей: 1977
- Победитель турнира «Плетёный мяч»: 1973
- Чемпион мира: 1985, 1989, 1991
- Серебряный призёр чемпионата мира: 1981, 1983
- Бронзовый призёр чемпионата мира: 1987
- Победитель Международного турнира на приз газеты «Советская Россия»: 1982, 1984, 1986, 1988
- Бронзовый призёр Международного турнира на приз газеты «Советская Россия»: 1990
- Чемпион мира среди юниоров: 1980
- В список 22-х лучших игроков сезона входил в 1981—1989, 1991 годах
- Признан лучшим нападающим чемпионата мира 1989 года
- Символическая сборная чемпионатов мира 1985, 1987, 1989 годов
- Лучший бомбардир чемпионата мира 1987 года
- Признан лучшим нападающим Международного турнира на приз газеты «Советская Россия» 1990 года
- Символическая сборная Кубка мира 1987 года

 гл. тренер 
- Чемпион России: 2002, 2003
- Обладатель Кубка европейских чемпионов: 2002
- Финалист Кубка мира: 2002
- Серебряный призёр чемпионата мира: 2003
- Победитель Международного турнира на призы Правительства России: 2002

## Награды
- Орден Дружбы (1999)[7]